# خوان گیل د هونتانیون

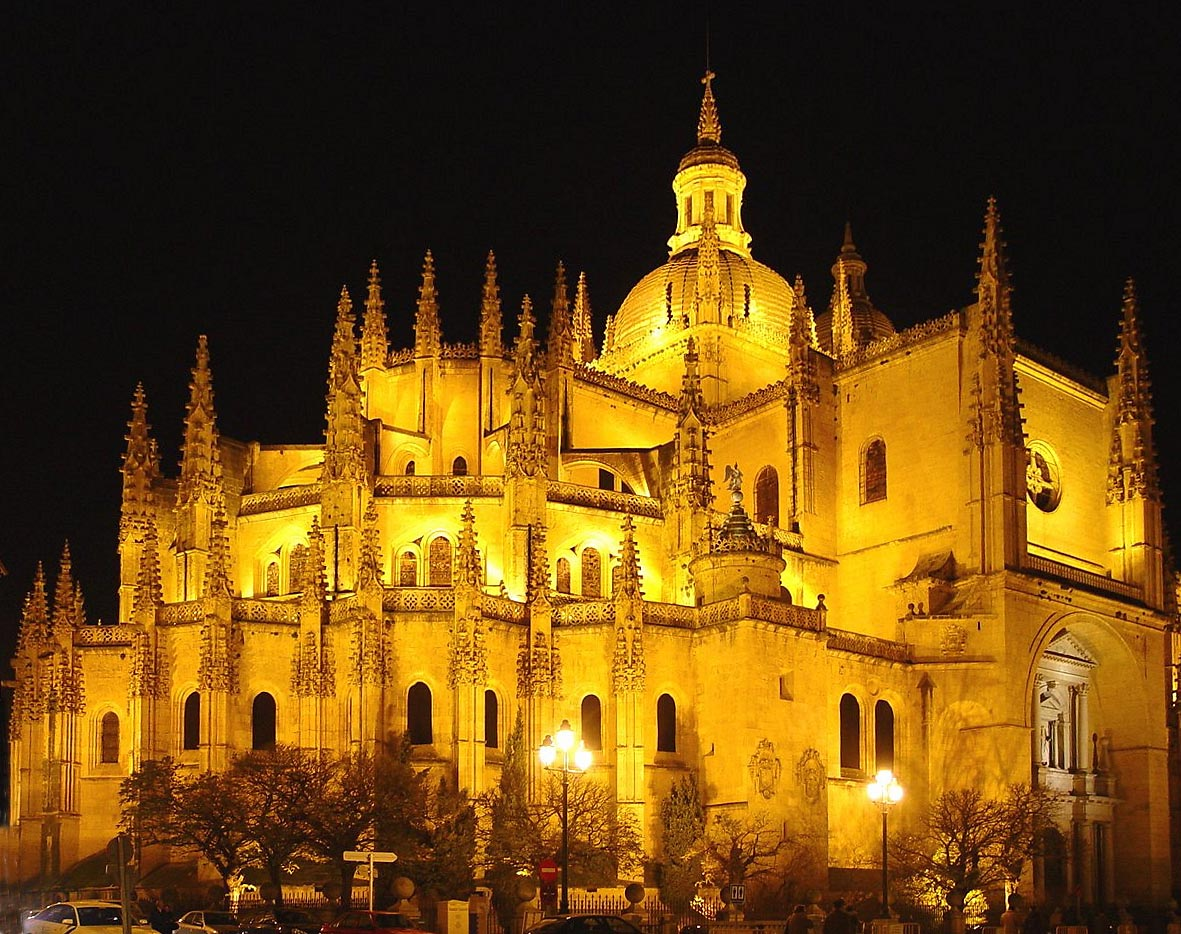
کلیسای جامع سگوبیا ساخته خوان گیل د هونتانیون

 خوان گیل د هونتانیون (انگلیسی: Juan Gil de Hontañón؛ ۱۴۸۰ – ۱۱ مهٔ ۱۵۲۶) یک معمار اهل اسپانیا بود.